# 이수 (1961년 영화)
《이수》(Goodbye Again, 유럽 개봉명: Aimez-vous Brahms?)는 미국에서 제작된 아나톨 리트박 감독의 1961년 드라마, 멜로/로맨스 영화이다. 프랑수아즈 사강의 《브람스를 좋아하세요》를 바탕으로 제작되었다. 잉그리드 버그만 등이 주연으로 출연하였고 아나톨 리트박 등이 제작에 참여하였다.
1961년 칸 영화제에서 안소니 퍼킨스는 남우주연상을 받았다.

## 출연

### 주연
- 잉그리드 버그만
- 이브 몽땅
- 안소니 퍼킨스

### 조연
- 제시 로이스 랜디스
- 피에르 둑스
- 조셀린 레인
- 미쉘 머시어
- 피터 불
- 앨리슨 렉가트
- 데이빗 혼
- 리 패트릭
- 다이안 캐롤
- 레이몬드 제롬
- 미셀 갈랜드
- 마르셀 아샤르
- 헨리 아탈
- 폴 보니파스
- 율 브린너
- 장 피에르 카셀
- 사샤 디스텔
- 이브-마리 모린
- 장 오젠느
- 프랑수아즈 사강
- 도미니크 자르디